# بمب‌گذاری‌های ۱۹۹۲ اورومچی
بمب‌گذاری‌های ۱۹۹۲ اورومچی (انگلیسی: 1992 Ürümqi bombings) در ۵ فوریه ۱۹۹۲ رخ داد که طی آن چهار بمب در ساختمان‌های عمومی و دو اتوبوس در خط ۲ و خط ۳۰ در اورومچی در منطقه سین‌کیانگ، جمهوری خلق چین منفجر شد. بمب‌گذاری‌ها باعث مرگ سه نفر و جراحت ۲۳ نفر شد.

## پیشینه
ادامه تنش در سین کیانگ به منبع تروریسم در چین تبدیل شده‌است. مناقشات در مورد آرمان‌های فرهنگی اویغورها در دهه ۱۹۶۰ خود را نشان داد.